# Gabriela Jasińska
Gabriela Jasińska  est une joueuse polonaise de volley-ball, née le 14 juillet 1992 à Szczecin. Elle mesure 1,81 m et joue au poste de passeuse. Elle totalise 18 sélections en équipe de Pologne.

## Clubs
| Club                 | De        | À         |
| -------------------- | --------- | --------- |
| SMS PZPS Sosnowiec   |           | 2010-2011 |
| KS Murowana Goślina  | 2011-2012 | 2011-2012 |
| Wieżyca 2011 Stężyca | 2012-2013 | 2012-2013 |
| Muszynianka Muszyna  | 2013-2014 | 2014-2015 |
| PSPS Chemik Police   | 2015-2016 | 2015-2016 |
| Budowlani Toruń      | 2016-2017 | -         |

## Palmarès
- Coupe de Pologne
  - Finaliste : 2014.
- Supercoupe de Pologne
  - Finaliste : 2014.